# Kelly Karbacz
Kelly Ann Karbacz (Queens - New York, 19 februari 1978) is een Amerikaanse actrice.

## Biografie
Karbacz werd geboren in de borough Queens van New York. Zij doorliep de high school aan de Stuyvesant High School in New York en studeerde hierna af aan de Lee Strasberg Theatre and Film Institute in New York, onderdeel van New York-universiteit.
Karbacz begon in 1999 met acteren in de televisieserie Sesame English, waarna zij nog meerdere rollen speelde in televisieseries en films. Zij is ook actief in het theater, van 1996 tot en met 2008 was zij op Broadway understudy voor de rol van Maureen Johnson in de musical Rent

## Filmografie

### Films
- 2008 Get Smart's Bruce and Lloyd: Out of Control - als Judy
- 2008 Get Smart - als Judy
- 2003 A Tale of Two Pizzas - als Lisa
- 2003 Rubout - als Jennifer

### Televisieseries
Uitgezonderd eenmalige gastrollen.
- 2016-2019 Orange Is the New Black - als Kasey Sankey - 21 afl.
- 2003 Regular Joe - als Joanie Binder - 5 afl.
- 1999 Sesame English - als Niki - 2 afl.